# Ардаров, Григорий Павлович
Григо́рий Па́влович Арда́ров (наст. фамилия Богдано́вич, 28 марта (9 апреля) 1888 — 17 февраля 1956) — русский советский актёр, режиссёр. Народный артист Татарской АССР (1939). Заслуженный артист РСФСР (1940). Народный артист РСФСР (1954).

## Биография
Григорий Павлович Ардаров родился 28 марта (9 апреля) 1888 года в Одессе.
Окончил театральную школу М. И. Мирской в Одессе.
В 1908 году начал работать в антрепризе Н. И. Собольщикова-Самарина г. Ростов-на-Дону.
Работал в театрах Харькова, Баку, Тифлиса.
С 1917 года выступает как режиссёр.
С 1936 года актёр и режиссёр Казанского большого драматического театра.
В 1944—46 гг. художественный руководитель и главный режиссёр Казанского большого драматического театра.
Ардаров обладал большим сценическим темпераментом, отличным чувством ритма, а также красивым, сильным и богатым оттенками голосом. Создавая драматические образы, Ардаров стремился к романтическому обобщению характера, выдвигая на первый план гуманистические мотивы произведения, старался раскрыть суть основного конфликта.
Игра Ардарова в спектакле «Маскарад» и его интерпретация образа Арбенина отмечалась на конференции Всероссийского театрального общества (ВТО), посвященной «Маскараду».

## Творчество

### Основные роли
- Стессель («Порт-Артур» А. Н. Степанов)
- Филипп («Дон Карлос» Ф. Шиллер)
- Папаша Гранде («Евгения Гранде» Оноре де Бальзак)
- Берсенев («Разлом» Б. Левренёв)
- Таланов («Нашествие» Л. М. Леонов)
- Макферсон («Русский вопрос» К. Симонов)
- Арбенин («Маскарад» М. Ю. Лермонтов)
- Чацкий («Горе от ума» А. Грибоедов)
- Рябинин («Мужество» Г. Березко)
- Орлов («Мулланур Вахитов» Н. Исанбет)

и другие.

### Режиссёр
- «Беспокойная старость» Л. Рахманова
- «Ревизор» Н. В. Гоголя
- «Дворянское гнездо» И. Тургенева

и другие.

## Звания и награды
- Народный артист Татарской АССР (1939)
- Заслуженный артист РСФСР (1940)
- Орден «Знак Почёта» (23.06.1940)[3]
- Народный артист РСФСР (1954)

## Известные адреса
- Казань, Право-Булачная улица, дом 37.[4]